# Паркер, Кейси
Кейси Паркер (англ. Casey Parker, род. 20 мая 1986 года) — панамская порноактриса.

## Биография
Паркер пришла в порноиндустрию в 2006 году. Она стала первой актрисой с эксклюзивным контрактом у студии Shane's World Studios, с которой она подписала двухлетний контракт. Её первым фильмом стал Casey Parker, The Girl Next Door, который вышел в 2006 году. В мае 2007 года она появилась на The Tyra Banks Show в выпуске, где речь шла об университетском порно.
В июне 2007 года она начала работать в компании, показывающей эротику по интернету Flirt 4 Free, и в этом же месяце компания CalExotics начала выпускать модели её вагины. Её фотографии появлялись на обложках таких журналов, как Hustler, Finally Legal и Barely Legal .
В конце 2009 года она объявила о завершении порнокарьеры и заявила, что сконцентрировала свои усилия на учёбе.

## Премии и номинации
- 2007 финалист FAME Award — Favorite Female Rookie[7]
- 2008 номинация на AVN Award — Лучшая новая старлетка[8]
- 2008 номинация на XBIZ Award — Новая старлетка года
- 2008 номинация на XBIZ Award — Web Babe/Starlet of the Year[9]
- 2009 номинация на AVN Award — The Jenna Jameson Crossover Star of the Year (вместе с Брук Хейвен, Санни Леоне и Викторией Райн)[10]
- 2009 номинация на AVN Award — Best Couples Sex Scene — Boy Crazy[10]
- 2009 номинация на Hot d'Or — Best American Starlet[11]
- 2009 номинация на XBIZ Award — Кроссовер-звезда года[12]